# Combate de Puerto Egmont
El Combate de Puerto Egmont (o Puerto de la Cruzada) se produjo el 10 de junio de 1770 cuando una expedición española al mando de Juan Ignacio de Madariaga, intimó a la guarnición británica establecida en la isla Trinidad al norte de la isla Gran Malvina desde 1765 a abandonar el territorio. La negativa británica de salir fue respondida por la fuerza española conformada por unos 1.500 soldados en cuatro buques enviados desde el actual territorio continental argentino. El contingente británico no pudo resistir una fuerza tal, por lo que después de disparar sus armas, capitularon en términos, realizaron un inventario de sus tiendas tomadas y se les permitió regresar a su propio país en el buque HMS Favourite.
Tras esta acción militar, el Reino de España efectivizó su control del archipiélago malvinense, quedando bajo soberanía española el único establecimiento poblado del archipiélago: Puerto Soledad.
El establecimiento y la posterior rendición de la colonia británica desencadenó la crisis diplomática por las islas Malvinas de 1770, que estuvo a punto de enfrentar a España y Francia con el Reino Unido. Las consecuencias de la crisis y su resolución aún son objeto de debate en relación con la disputa de soberanía que existe entre la Argentina y el Reino Unido.

## Antecedentes

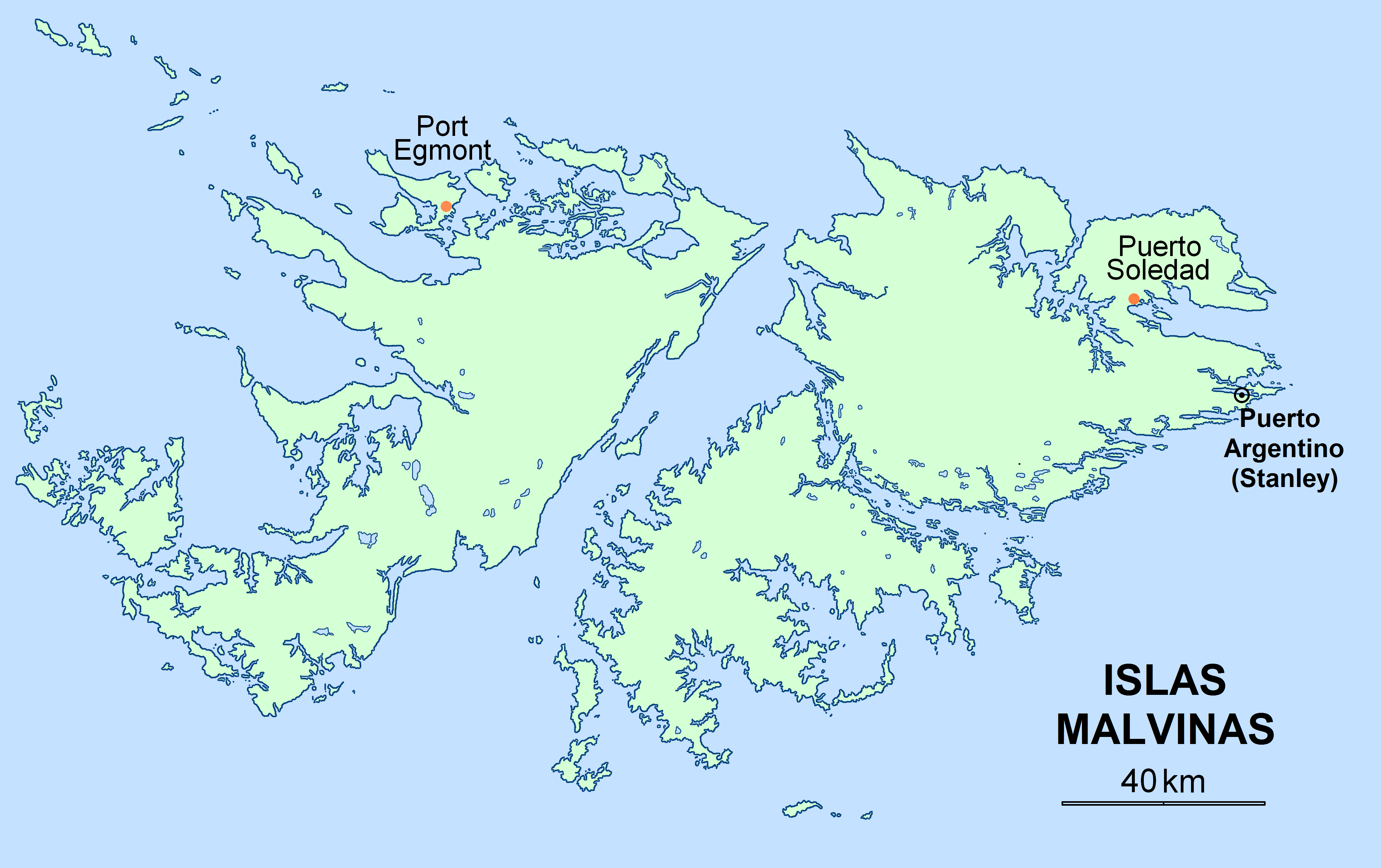
Localización de Puerto de la Cruzada y Puerto Soledad.

Los españoles eran conscientes de la presencia británica en las Malvinas cuando adquirieron la colonia de Port Louis fundada por Louis Antoine de Bougainville, renombrándola como Puerto Soledad el 31 de enero de 1767. Ese día Bougainville se reunió en Río de la Plata con don Felipe Ruiz Puente, al mando de las fragatas La Esmeralda y La Liebre para tomar posesión de las islas a nombre de España (como parte del Virreinato del Perú), y evacuar a la población francesa. Ya fuera de las islas, Bougainville redactó varias notas y manuscritos aconsejando las medidas a tomar por España en las islas y detallando datos geográficos, climáticos y topográficos. Él había recibido por parte de España, una indemnización económica.
Bougainville había regresado a Francia en 1764 para iniciar un nuevo viaje a las islas para abastecer a los colonos y se entera del viaje de una escuedra inglesa al mando de John Byron que tenía como objetivo circunnavegar el mundo y reconocer las islas. Mientras que, el duque de Choiseul intentaba anunciar la colonia a los españoles, explicando su ocupación de las islas por la ausencia española ante la inminente expedición inglesa. Durante este tiempo francés, los marineros británicos habían tratado de establecerse secretamente en el Poil de la Croisade en enero de 1766, nombrándolo como Port Egmont. Bougainville escribió: 

«En diciembre de 1766, la fragata HMS Japan atracó en Port Louis frente al fuerte. El capitán MacBride desembarcó, profirió amenazas y se marchó el mismo día».

El 28 de noviembre de 1769, el oficial a cargo de la guarnición en la isla Trinidad, capitán Anthony Hunt, observó una goleta española en las cercanías. Él envió al comandante Fernando de Rubalcava un mensaje pidiendo su retirada. Un intercambio de cartas prosiguió donde cada parte afirmó la soberanía de las islas y exigió la retirada del otro, considerado «usurpador». Hunt afirmaba que las Islas Malvinas pertenecían al Reino Unido y e insistía con la retirada española. España siempre protestó los intentos de exploraciones británicas en la zona alegando sus derechos al mar cerrado, que implicaba la prohibición de navegar por aquellas aguas.
Hunt estaba al mando de la fragata HMS Tamar y contestó que las islas «pertenecen a Su Majestad Británica mi amo por derecho de descubrimiento, así como por ocupación». También intimó el desalojo de Puerto Soledad en seis meses: «en nombre de Su Majestad y Sus Órdenes, advirtiéndole que debe dejar estas islas, y para permitirle que pueda trasladarsus efectos, puede permanecer seis meses desde esta fecha, a cuyo término debe partir en consecuencia».
Pese al pedido británico, España ya tenía tres títulos sobre la soberanía de las Malvinas: la preferencia acordada por las bulas pontificias, la garantía de integridad de sus dominios pactada en Utrech y la prioridad de la ocupación como consecuencia de haber recibido de Francia de forma pacífica y voluntaria de la colonia de Puerto Luis (o Soledad) y, con él, la totalidad del archipiélago.

## La campaña militar

### Preparativos

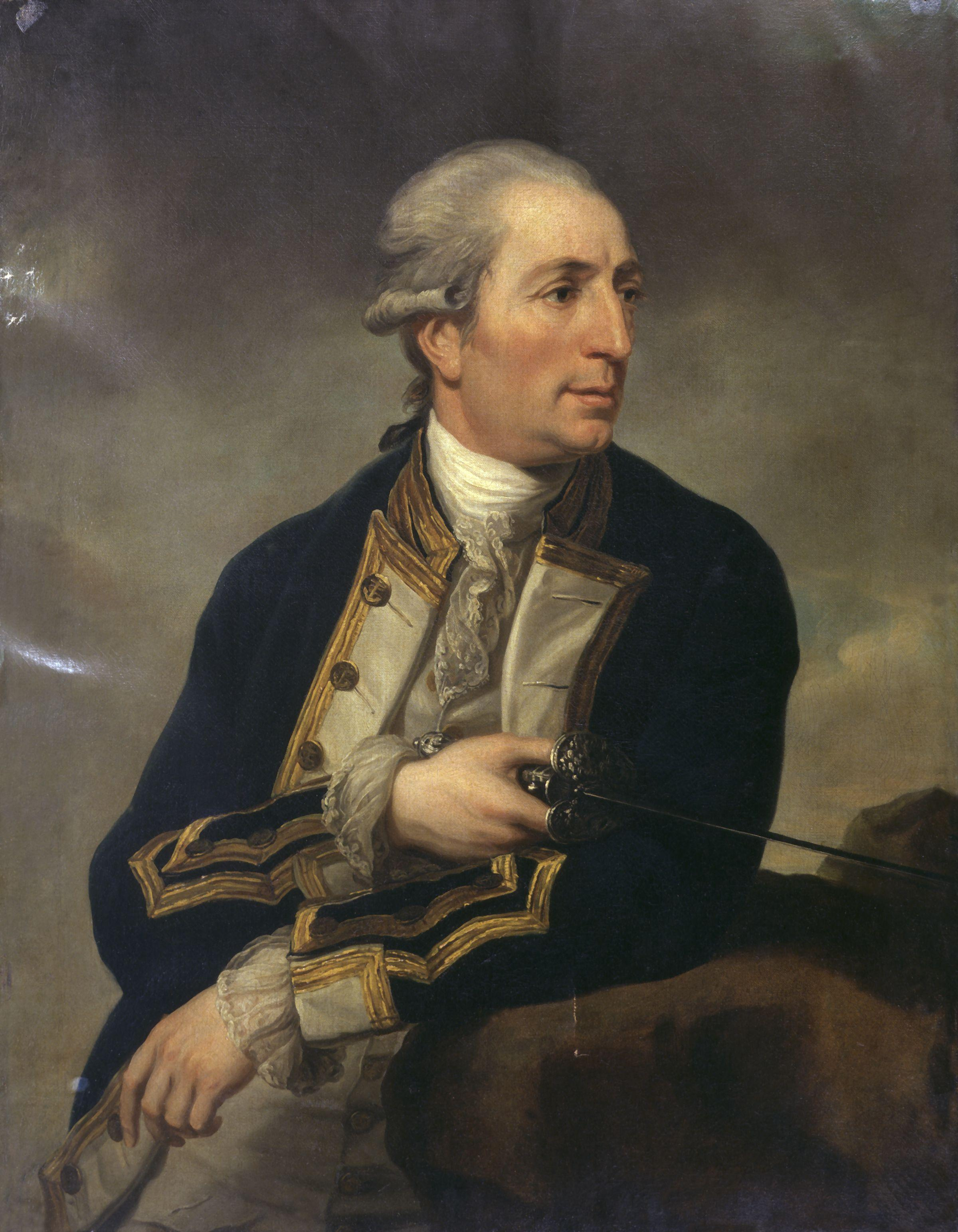
George Farmer.

En 1768 el gobernador de Buenos Aires, Francisco de Paula Bucarelli, recibió instrucciones de evitar el establecimiento de cualquier colonia británica en territorio del virreinato. En caso de comprobarse la existencia de alguno, debía desalojarse por la fuerza. Las instrucciones provenían de la Real Orden de Carlos III de España del 25 de febrero de 1768. A fines de noviembre de 1769, en el estrecho de San Carlos, se produjo en el encuentro entre una nave española y una británica proveniente de Puerto Egmont. Al poco tiempo los españoles descubrieron la ubicación exacta del asentamiento. En diciembre de 1769, partió un escuadrón con tres buques hacia las Malvinas para dar cumplimiento a las órdenes impartidas desde Madrid.
El 20 de febrero de 1770, una fragata española al mando de Fernando de Rubalcava, junto con un chambequín, visitó brevemente Puerto Egmont, intercambió mensajes y amenazas con el oficial británico a cargo del establecimiento, el capitán Hunt, y se dirigió a Buenos Aires. Ambos reclamaban para su propio rey la soberanía de las islas, se acusaban mutuamente de ocupar territorio que no les pertenecía y se ordenaban la evacuación inmediata.
El comandante de la Armada Real Española Juan Ignacio de Madariaga dirigió una expedición hacia Puerto Egmont con 1500 soldados y 5 buques de guerra (Escuadra de la Plata). Partió del puerto de Montevideo el 11 de mayo de 1770 con «órdenes precisas» para expulsar a los británicos. La flota estaba compuesta por cuatro fragatas: Industria, al mando de Juan Ignacio de Madariaga (26 cañones y 262 soldados y marineros), Santa Bárbara, al mando de Joseph Díaz Veanes (26 cañones y 260 soldados y marineros), Santa Catalina, al mando de Fernando Rucalva (26 cañones y 260 soldados y marineros) y la Santa Rosa (26 cañones y 122 soldados y marineros). A las fragatas se sumaba el jabeque Andaluz, al mando de Domingo Perler (30 cañones y 179 soldados y marineros), y el bergantín San Rafael, al mando de Crispín Francisco Díaz. En total llevaba 1500 soldados (entre ellos fusileros, artilleros y 294 hombres de la compañía de Granaderos del Regimiento de Infantería de Mallorca) y un arma de asedio al mando del coronel don Antonio Gutiérrez. También se dispuso una batería de desembarco con 2 cañones de 8 libras, 5 cañones de montaña y 2 obuses.

### El combate
El 31 de mayo la escuadra divisó el pequeño grupo de Los Salvajes, en el noroeste del archipiélago de Malvinas. En la madrugada, se levantó un violento temporal que separó a la Industria del resto de la partida. Madariaga esperó hasta el 3 de junio para que se reúna el resto de la flota, pero al comprobar que eso no ocurría, resolvió avanzar solo con la Industria hacia Puerto Egmont.
El 4 de junio de 1770 fondeó en la bahía de Puerto Egmont (Puerto de la Cruzada) con la intención de ganar tiempo hasta la llegada del resto de la flota. Se puso en contacto con los británicos y estos lo amenazaron con atacarlo si no abandonaba el lugar. Madariaga ignoró las amenazas y, en cambio, envió un emisario con obsequios al gobernador. El emisario español tenía la misión de inspeccionar las defensas del fuerte. La estrategia le permitió a Madariaga tener el detalle preciso de las defensas británicas. Había 4 cañones de 12 libras más 2 cañones de 6 libras traídos de la fragata Favorite, armada a su vez con 20 cañones.
Madariaga ideó un plan para desembarcar a los hombres y tomar el fuerte por la retaguardia, pero con la llegada del resto de la flota, el 6 de junio, abandonó ese plan en favor de uno más sencillo. Confiando en que la superioridad militar haría desistir a los británicos, sin llegar a un enfrentamiento armado, el 7 de junio intimó al capitán William Maltby y al comandante del fuerte, George Farmer, a evacuar el puerto o, caso contrario, se vería «precisado a obligarle con el cañón». Madariaga fundamentaba su demanda en el derecho internacional vigente, que impedía establecer colonias en esa parte del mundo sin el consentimiento del rey de España.
Los británicos rechazaron la intimación de los españoles e insistieron en que las islas les pertenecían al «ser descubiertas por súbditos de la Corona de Inglaterra». Madariaga respondió con la 3° intimación:

Si Vms. me dieren pruebas autenticas de q. executar. brebe, y buenamente este desalojo, pondré pacificamente mis Tropas en tierra, y se tratará á las de Vms. con toda consideracion y atencion q. corresponde a la buena armonía que subsiste entre nuestros Soberanos, y permitiere lleven Vms. consigo quanto tengan en tierra (..)
Juan Ignacio de Madariaga

Los británicos mantuvieron su postura respondiendo que las «estrechissimas ordenes de su corte les impulsava a morir con honra en la acción temiendo morir sin honra en Londres».
Decidido a llevar adelante su misión, y agotados todos los medios pacíficos, Madariaga dio la orden de comenzar el ataque. La batalla, sin embargo, debió proponerse por factores climáticos; un violento temporal de granizo y nieve asoló el teatro de operaciones durante el 8 y 9 de junio. El 10 de junio, por la mañana, Madariaga movilizó a las fragatas Santa Bárbara y Santa Catalina junto al jabeque Andaluz para que atacasen a la fragata británica Favorite. El plan establecía que, una vez hundido el buque británico, Santa Bárbara y Santa Catalina comenzarían su ataque sobre el fuerte. Mientras tanto, las fragatas Santa Rosa e Industria desembarcarían tropas y cañones para atacar el fuerte desde tierra, en palabras de Madariaga: «al abrigo del humo de la cerrazón, y del espanto».
En cuanto los barcos españoles Santa Bárbara, Santa Catalina y Andaluz abrieron fuego sobre la Favorite, la artillería del fuerte respondió con unos pocos y desordenados cañonazos. El asentamiento solo contaba con 4 cañones de 12 libras y 6 más pequeños. La resolución de los oficiales británicos de pelear hasta el final no se mantuvo mucho tiempo. Desde el fuerte ondeó la bandera blanca y un oficial británico le solicitó la capitulación a las fuerzas de tierra al mando del coronel Antonio Gutiérrez. 156 hombres rindieron sus armas el 10 de junio de 1770.
Los términos de la capitulación establecían que el fuerte y sus armas debían ser entregados al coronel Antonio Gutiérrez. Mientras se realizaba la evacuación, los británicos podían utilizar el alojamiento del fuerte e izar la bandera tanto en la Favorite como en el fuerte, aunque no tenían autorización a realizar actos jurisdiccionales.

### Resultado del combate
La única baja del combate fue el jefe de la artillería española, el teniente coronel Vicente de Reyna Vázquez, que resultó herido.
Los militares británicos fueron detenidos durante 20 días y luego se les permitió retornar a Inglaterra a bordo del HMS Favourite de 16 cañones (el HMS Swift de 14 cañones, la otra nave del asentamiento, se había hundido en Puerto Deseado tres meses antes recorriendo las costas patagónicas). Los nuevos ocupantes renombraron el asentamiento como Puerto de la Cruzada y se hicieron cargo de la propiedad, quedando a cargo de un destacamento español. Cuando la noticia llegó a Gran Bretaña se produjo una protesta pública. El nombre español aún es mantenido de la toponimia del archipiélago en castellano. La expulsión también había ocasionado daños materiales en el establecimiento.
Respecto de este combate, los británicos argumentan que como no había una fuerza inglesa para resistir cualquier agresión, el oficial superior, el capitán Hunt, decidió ir a Inglaterra con la noticia, dejando a Farmer al mando del asentamiento.

## Consecuencias

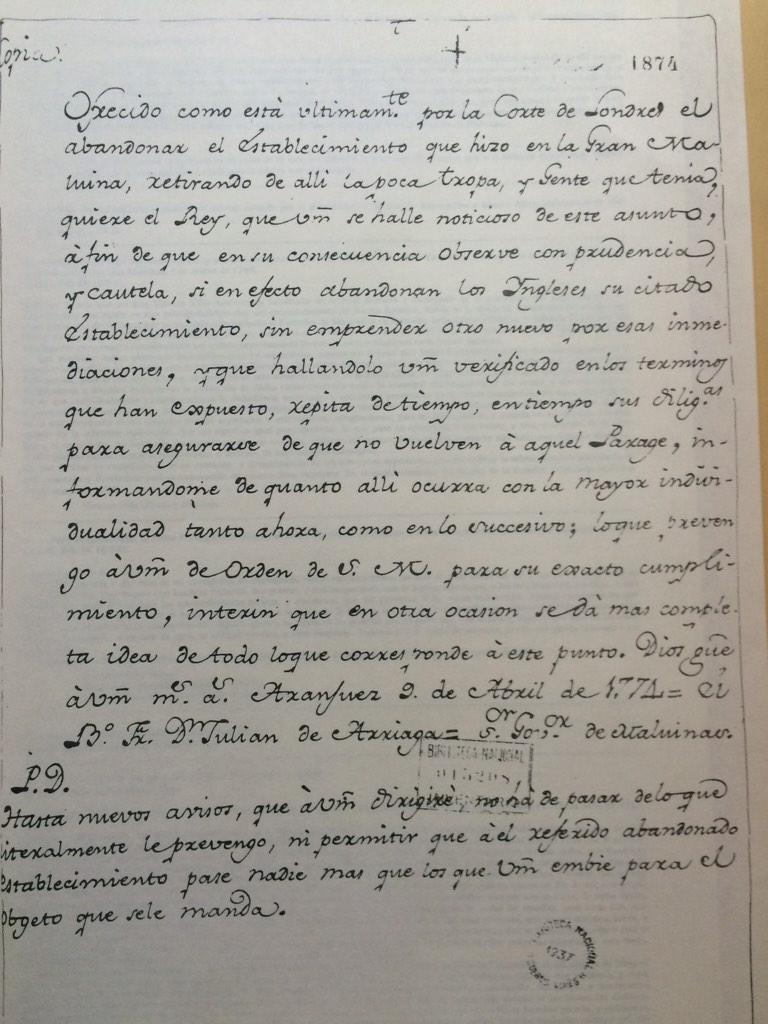
Carta de Julián de Arriaga pidiendo al gobierno español de las islas Malvinas asegurar el no retorno de los británicos a las islas, fechada el 2 de abril de 1771.

El 11 de agosto de 1771 Juan Ignacio de Madariaga llegó a Cádiz para informar a la corte española sobre las acciones en Puerto de la Cruzada y el exitoso desalojo de la guarnición británica. La noticia fue recibida con preocupación por las autoridades españolas. Comprendieron que se encontraban en una disyuntiva: si avalaban la acción de Bucarreli, la guerra sería inevitable en cuanto los británicos tengan conocimiento del incidente. Si, por el contrario, desautorizaban la expedición, sus derechos sobre las islas se verían perjudicados. Cuando el buque británico HMS Favorite llegó a Gran Bretaña con las noticias de lo ocurrido en Puerto Egmont, las noticias crearon una gran conmoción y los preparativos para una posible guerra se intensificaron.
Era evidente que para los ingleses la expulsión sería considerada como un agravio en tiempo de paz. Se alegaba que era una cuestión de honor y no derechos. Madariaga explicó en la corte española que el desalojo no era más que una consecuencia natural de mantener la integridad de sus dominios y una respuesta por el últimatum de Hunt hacia Puerto Soledad.
El gobierno británico se enfureció por lo que consideró un acto «despreciable». El secretario de Estado, Lord Weymouth, se dirigió a la corte de Madrid exigiendo: «la restauración instantánea de los colonos a Port Egmont, y la reparación del insulto a la dignidad de la corona británica, por su expulsión por la fuerza de ese lugar». Para estas demandas la corte española en un principio dio respuestas evasivas, tratando de cambiar el tema en cuestión sobre su derecho de soberanía sobre las islas. España buscaba discutir sobre los hechos y no sobre la soberanía. Lord Weymouth, sin embargo, se negó positivamente a discutir eso, o cualquier otro asunto, hasta que España hubiera restaurado el asentamiento británico como el exigía; mientras que los preparativos para la guerra, que ya habían sido iniciados, fueron procesados con vigor.
Luego de que Francia se negase a respaldar a Madrid en una posible guerra, el tribunal español alegó la incautación se había hecho sin la autorización de Carlos III y se ofreció a restaurar Puerto Egmont, tal como existía antes de ser desalojado. El Príncipe de Masserano, el embajador español en Londres, declaró, en nombre de su soberano, que no se habían dado órdenes particulares al gobernador de Buenos Aires, a pesar de que el oficial había actuado con arreglo a sus instrucciones generales y juramento como gobernador; que las Leyes de Indias incluyen la expulsión de los extranjeros de los dominios españoles; y que estaba dispuesto a participar en la restauración de Puerto Egmont a los británicos, sin embargo cediendo cualquier parte de la reivindicación de Su Católica Majestad a las Islas Malvinas, siempre que el rey de Inglaterra a cambio repudie la conducta del capitán Hunt de pedir la expulsión de los españoles en Puerto Soledad, que habían dado lugar a las medidas adoptadas por Bucareli. Las declaraciones del embajador fueron aleccionadas por el ministro español Jerónimo Grimaldi para evitar la posible guerra.
Lord Rochford, encargado británico del departamento del Norte, le escribió a Masserano diciendo que «parece imposible que Bucarelli hubiese tomado sobre si un acto tan violento sin órdenes de la corte», concluyendo que si España quería la paz, «podía desaprobar la conducta de Bucarelli, castigarle y volver a poner los ingleses en el paraje en que estaban».

### Reocupación y retirada británica final

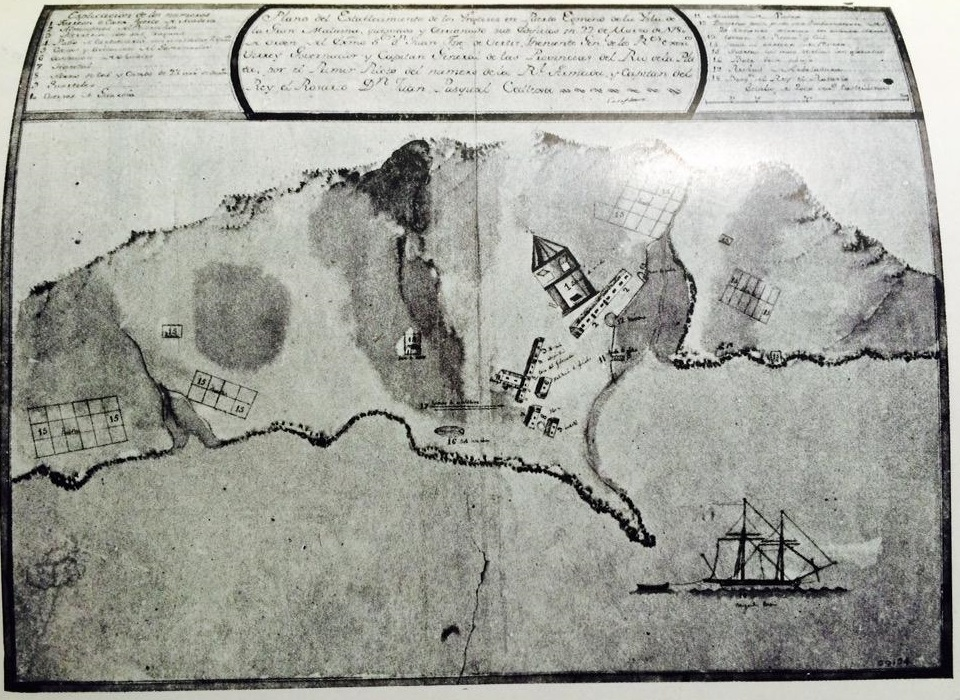
Panorama de Puerto Egmont en 1780, durante la expedición de Callejas con el bergantín S.M. Rosario para incendiar y arrasar las edificaciones.

El acuerdo finalmente se llevó a cabo el 15 de septiembre de 1771, seis meses después del desalojo, con el restablecimiento de la situación que existía antes del combate de Puerto Egmont. En la Declaración Masserano - Rochford, la corona española se comprometía a:

(...) dar órdenes inmediatas, a fin de que las cosas sean restablecidas en la Gran Malvina en el Puerto denominado Egmont exactamente al mismo estado  en que se encontraban antes del 10 de junio de 1770. (...) El compromiso (...) de devolver a S.M. Británica el Puerto y Fuerte de Puerto Egmont no puede ni debe afectar, de ninguna forma, la cuestión del derecho anterior a la soberanía de las Islas Malvinas también llamadas Falkland.

En abril de 1772 la fragata de 32 cañones HMS Juno del capitán John Stott reocupó el asentamiento británico, acompañado por el HMS Hound y HMS Florida. Los británicos recibieron también una declaración donde el rey español Carlos III rechazó la incursión de Puerto Egmont para que se vea salvaguardado su honor. Al retomar la posesión del asentamiento, había fuerzas españolas asentadas en el lugar que se retiraron.
Entre tres y cuatro años convivieron en las islas dos poblaciones de dos países. Según la historiografía británica, los mismos se retiraron de las islas en virtud de un sistema de reducción de gastos en 1774, aunque mayoritariamente se afirma que fue en cumplimiento del pacto secreto con España. Tras abandonar las Malvinas, los británicos dejaron allí una bandera británica y una placa reclamando la soberanía del archipiélago para su rey. Debido a que no renunciaron explícitamente a la soberanía, los británicos justificaron con este antecedente la ocupación de 1833 de todo el archipiélago malvinense. La placa dejada habla de la «isla de Falkland», en singular.

Be it Known to the all Nations that Falkland's Island with this Fort...
Sepan todas las naciones del mundo que la isla de Falkland con este Fuerte...

Con la creación del virreinato del Río de la Plata, en 1776, todos los gobernantes de Buenos Aires cuidaron que el Reino Unido no se asentase en las islas. Los españoles ocuparon Puerto de la Cruzada durante la Guerra anglo-española en 1779. En 1775 el capitán Juan Pascual Callejas retiró la placa británica de Puerto Egmont, enviándola a Buenos Aires. Cinco años después, siguiendo instrucciones del virrey Juan José de Vértiz y Salcedo, destruyó por completo las instalaciones. La placa conservada en Buenos Aires sería capturada por los británicos durante la primera invasión inglesa al Río de la Plata en 1806 y llevada a Londres.
España finalmente abandona Puerto Soledad en 1811 tras la Revolución de Mayo, puesto que la Banda Oriental no se adhirió a la junta de Buenos Aires y permaneció bajo control español. Las autoridades de Montevideo deciden retirar el establecimiento en las Malvinas por su baja utilidad y los elevados costos de conservación. Allí se dejó una placa proclamando la soberanía española sobre el archipiélago. Las Provincias Unidas del Río de la Plata, tomarían posesión del archipiélago el 6 de noviembre de 1820.